# Cepaea hortensis
El caracol de labio blanco (Cepaea hortensis) es una especie de gasterópodo pulmonado de la familia Helicidae. Es un caracol terrestre común en Europa, incluida España, donde es recolectado y consumido. Es una especie muy cercana al caracol moro (Cepaea nemoralis).

## Características

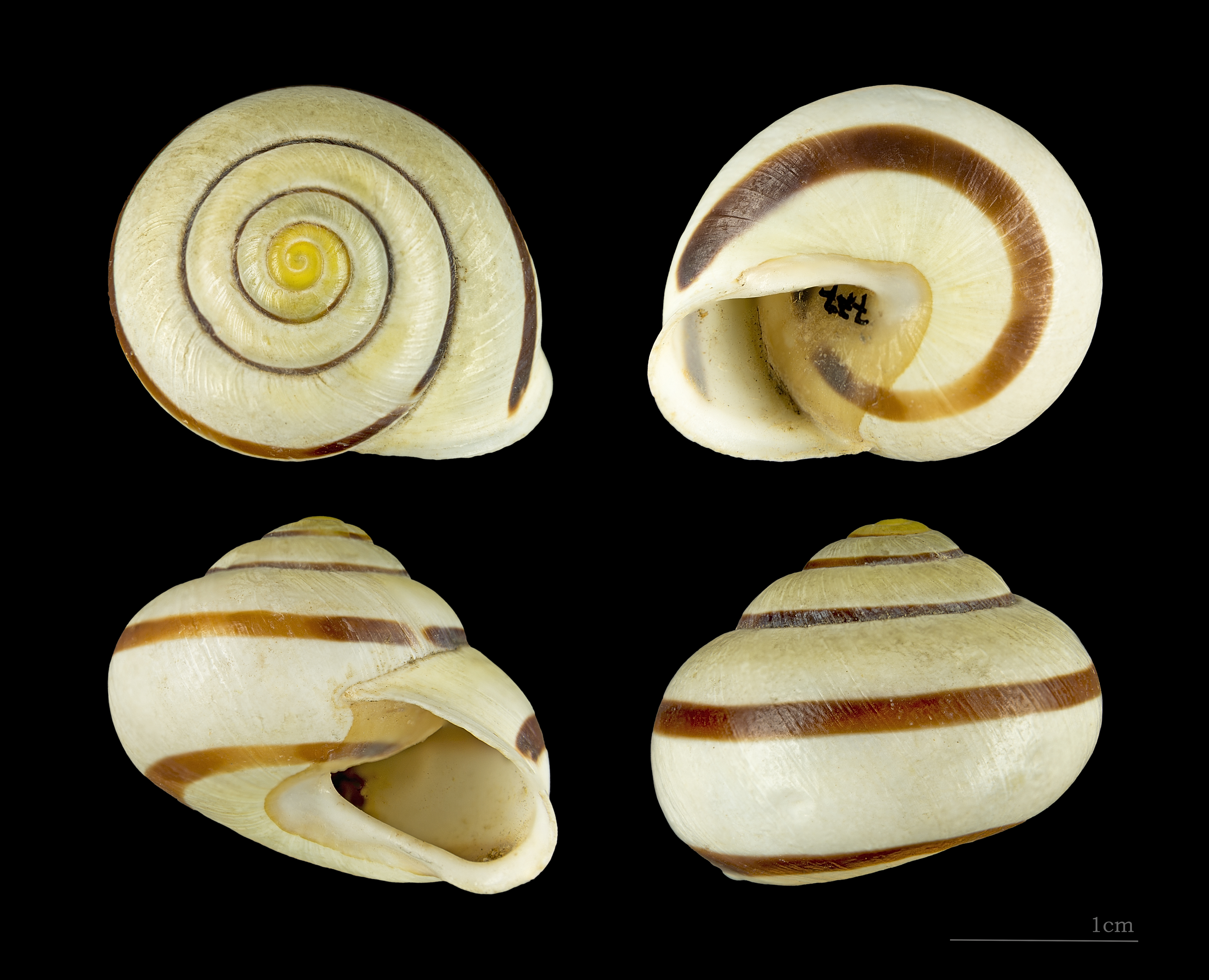
Cepaea hortensis

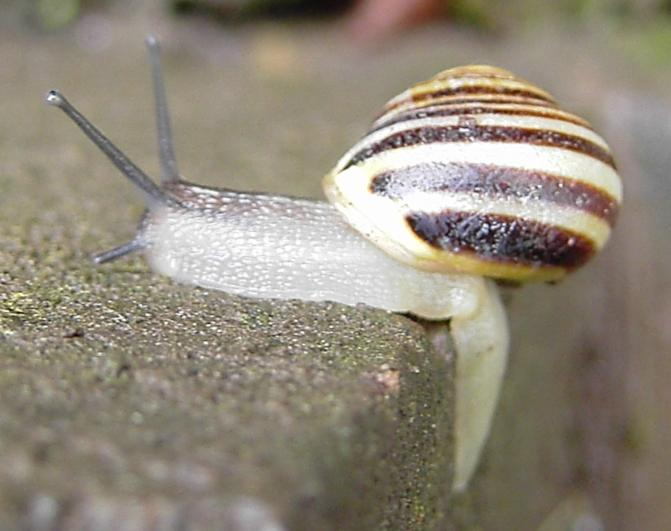
Cepaea hortensis

El caracol de labio blanco es ligeramente más pequeño que el caracol moro; la cáscara mide generalmente cerca de 2 cm o 2,5 cm en su mayor dimensión. Al igual que Cepaea nemoralis, tiene una considerable variabilidad en las bandas de color de la concha, aunque suele ser siempre mucho más amarilla que la de su pariente, e incluso puede llegar a no tener bandas marrones. La principal característica distintiva de esta especie es un labio blanco en la apertura de la concha, aunque hay que recordar que rara vez algunos ejemplares de caracol moro también lo tienen.
Esta especie de caracol usa un dardo calcáreo durante la cópula. El tamaño del huevo es de unos 2 mm.

## Distribución
La distribución natural de esta especie es en Europa Occidental y Europa Central. El área de distribución del caracol de labio blanco se extiende más cerca del Ártico en el norte de Europa que la del caracol moro. El caracol de labio blanco se ha introducido en partes del noreste de los EE. UU., pero no se ha establecido con tanto éxito como el caracol moro.

## Hábitat
Esta especie vive en una gran variedad de hábitats, tales como bosques, dunas y praderas. Pero es una especie mucho más resistente a la humedad y el frío que su pariente el caracol rayado.